# Sémantique formelle
En linguistique, la sémantique formelle cherche à comprendre le sens (linguistique) en construisant des modèles mathématiques précis des principes utilisés par le locuteur pour définir la relation entre des expressions en langage naturel et l’environnement qui donne du sens au discours.
Les outils mathématiques utilisés sont une combinaison de logique mathématique et de langage formel théorique, plus particulièrement de lambda-calcul typé.
Avant que Richard Montague montre comment l’anglais (ou n’importe quel autre langage naturel) pouvait être traité comme un langage formel, les linguistes n’utilisaient que rarement la sémantique formelle.
Sa contribution à la sémantique linguistique, appelée grammaire de Montague, fut par la suite, la base de plusieurs approfondissements, comme la grammaire catégorielle de Bar-Hillel et de ses confrères, et plus récemment la sémantique logique basée sur le Calcul de Lambek.
Un autre domaine de recherche, utilisant la logique linéaire, est la sémantique « glue » fondée sur le principe
de « l'interprétation comme déduction », en relation étroite avec le paradigme 

d’ « analyse syntaxique comme déduction » de la grammaire catégorielle .
En 1992, Margaret King déclare que peu d’hypothèses sur la sémantique formelle ont été testées dans une démarche empirique, à l’inverse de celles en linguistique informatique.
La sémantique cognitive est alors apparue et s’est développée comme une réaction  à la sémantique formelle.